# إشتفان لانغ
إشتفان لانغ (بالمجرية: Lang István)‏ هو دراج مجري، ولد في 14 يناير 1933 في باجا (المجر) في المجر.

## وصلات خارجية
- إشتفان لانغ على موقع أرشيف الدراجات (الإنجليزية)
- إشتفان لانغ على موقع إحصائيات الدراجات الإحترافية (الإنجليزية)
- إشتفان لانغ على موقع أوليمبيديا (الإنجليزية)